# Jacquet de Haveskercke
Jacquet (ook: Jacquet de Haveskercke)

## Geschiedenis
De familie Jacquet is afkomstig uit Burdinne, graafschap Namen, waar haar oudste voorouder Jean Jacque in het jaar 1607 is gestorven en die vanaf 1596 wordt vermeld, tevens eerste vermelding inzake dit geslacht. In latere eeuwen leverde het geslacht notarissen, geestelijken en militairen. In 1931 volgde naamstoevoeging tot Jacquet de Haveskercke, in 1953 gevolgd door opname in de Belgische erfelijke adel.

## Enkele telgen
Etienne Jacquet (1816-1868), kleermaker bij de tweede Lanciers
- Joseph Ermand Jacquet (1857-1917), luitenant-generaal gedurende de Eerste Wereldoorlog, die trouwde met Jeanne de Haveskercke (1870-1943), oorlogverpleegster (1914-1918), die hertrouwde met Emile Letenre, generaal-majoor. Hij overleed in Pau, aan de gevolgen van een hartkwaal. Joseph was de grootvader van Fernand Jacquet (1888-1947), heldhaftige vlieger in de Eerste Wereldoorlog en eerste Belg die de status van luchtaas[1] behaalde en ook eerste Belg die een vijandelijk vliegtuig neerschoot.
  - Jhr. ir. Paul Jean Jacquet de Haveskercke (1892-1966), generaal-majoor. Hij trouwde in 1918 met Fernande Van Gompel (1890-1984), oorlogsverpleegster, en ze kregen twee zoons en een dochter. In 1931 kreeg hij vergunning om de familienaam te wijzigen door toevoeging van de naam de Haveskercke. In 1953 werd hij opgenomen in de erfelijke Belgische adel.
    - Jhr. ir. Georges Jacquet de Haveskercke (1922-1987), burgerlijk ingenieur, trouwde in 1949 met Anne De Cannière (°1923). Ze kregen zeven kinderen; hun zonen Philippe, Emmanuel, Paul, Michel en François Jacquet de Haveskercke verkregen in 1995 een gewijzigde versiering voor hun wapen
      - Jhr. Emmanuel Jacquet de Haveskercke (1950), wijnconsultant, voorzitter van de familievereniging Haveskercke, hoofd van het adellijke geslacht